# Matelea maritima
Matelea maritima är en oleanderväxtart som först beskrevs av Nikolaus Joseph von Jacquin, och fick sitt nu gällande namn av Woods.. Matelea maritima ingår i släktet Matelea och familjen oleanderväxter.

## Underarter
Arten delas in i följande underarter:
- M. m. ex
- M. m. cearensis
- M. m. maritima